# Zas
Zas község Spanyolországban, A Coruña tartományban. Zas Mazaricos, Vimianzo, Laxe, Cabana de Bergantiños, Coristanco és Santa Comba községekkel határos. Lakosainak száma 4261 fő (2024).

## Népesség
A település népessége az utóbbi években az alábbiak szerint változott:
| Lakosok száma | 6160 | 5867 | 5674 | 5385 | 5219 | 4902 | 4756 | 4472 | 4384 | 4261 |
|               | 2001 | 2004 | 2006 | 2009 | 2011 | 2014 | 2016 | 2019 | 2021 | 2024 |